# Château de la Roche (Bellefosse)
Pour les articles homonymes, voir Château de La Roche.
Le château de la Roche est situé sur la commune française de Bellefosse au Ban de la Roche, canton de Schirmeck, arrondissement de Molsheim dans le département du Bas-Rhin, en région Grand Est.

## Localisation
Le site médiéval occupe à 820 m d’altitude un piton rocheux de dolérite comprimé entre la série des granodiorites du massif du Champ du Feu (1 100 m d’altitude) à la limite septentrionale des Vosges du nord. Le rocher domine la vallée de la Chirgoutte au Ban de la Roche dans la vallée de la Bruche (Bas-Rhin). Il domine le village de Bellefosse depuis lequel on accède par un chemin médiéval.

## Historique

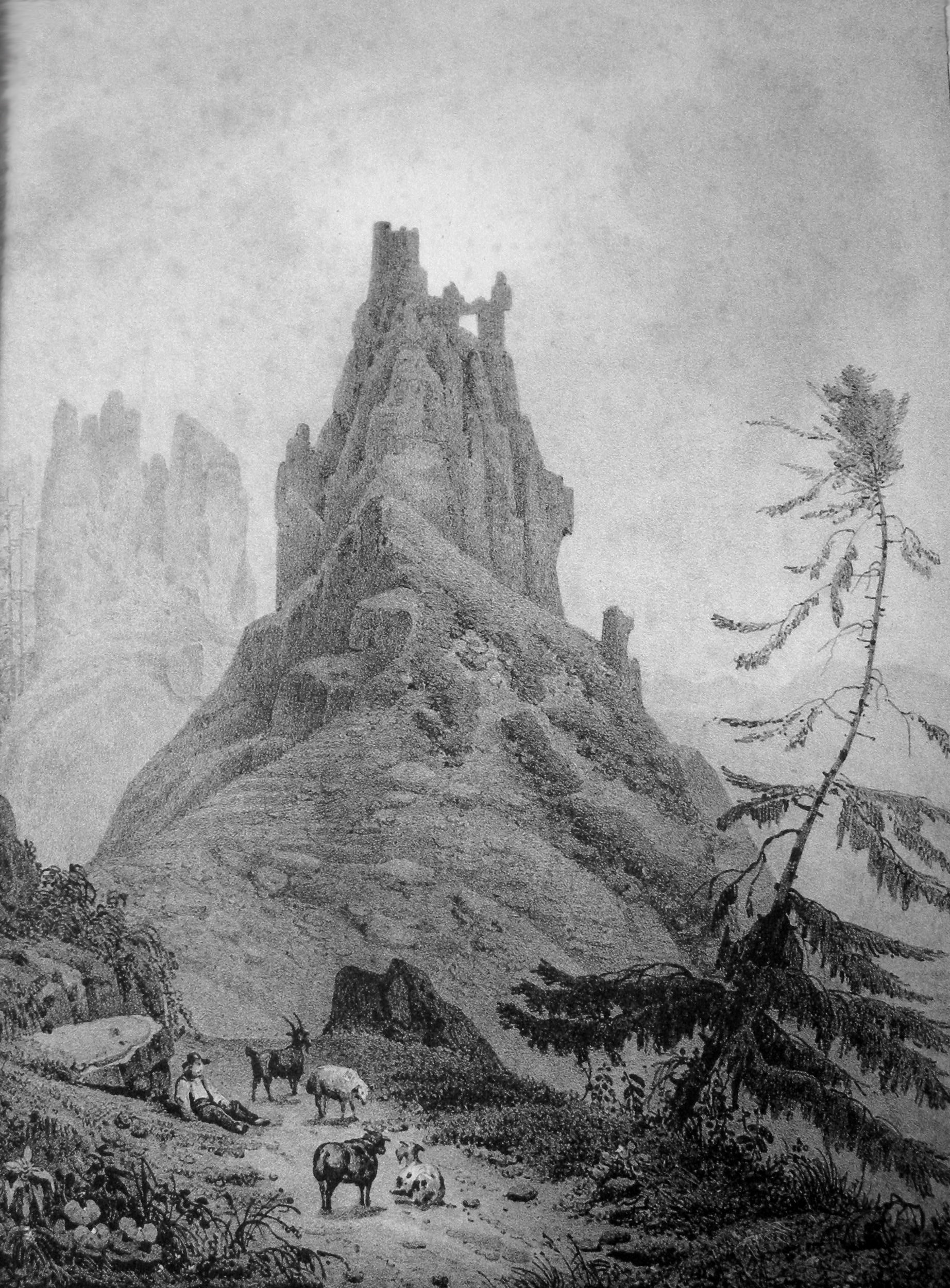
Lithographie de G. Engelmann (fin du XIXe siècle).

Contrairement à ce que l’on pensait précédemment, le château n'a pas été érigé au XIIe siècle par les de Lapide/Rupe (du latin Pierre ou Stein), ces derniers sont des petits chevaliers d’empire châtelains du Dreistein au service de l’abbaye de Hohenbourg-Sainte Odile.

### Les nobles de Rathsamhausen zum Stein
L'édificateur du château est sans doute un chevalier de Rathsamhausen dans la seconde moitié du XIIIe siècle. Les chevaliers Rudolfs et Hartmann von Racenhusen sont cités en 1284 lors du règlement d’un différend avec les nobles d’Andlau au sujet d’un territoire situé sur le Champ du Feu (ienhald Hochveldes). Sans doute sont-ils déjà propriétaires à cette date de la seigneurie acquise peut-être auprès des Andlau. La famille de Rathsamhausen a été très active dans la plaine d’Alsace où elle a possédé jusqu’à vingt-deux châteaux.
La date de première mention du château de la Roche est tardive, elle n’apparaît qu’en 1398 (die purgk zum Stein) à l’occasion d’un arbitrage en faveur de Gerotheus et Ditrich von Rotsamhausen von Stein à la suite d’un conflit forestier avec la ville d’Obernai. La seigneurie du Ban de la Roche (Steintal) se compose de huit villages ; elle est dépendante de l’empire (Reichslehen) dont elle est inféodée par l’empereur aux R-zum-Stein (de la Roche) jusqu’en 1584 lors de sa cession au comte Georges-Jean de Veldenz.
Le château est engagé par Ulrich de R. en 1430 pour 400 florins d’or en faveur du duc de Lorraine avant de servir de cadre de réconciliation en 1445 entre la ville d’Obernai et le comte de Salm.

### Le siège du château en 1469
L’épisode bien connu de son histoire est celui de son siège qui débute le 19 avril 1469 comme conséquence des activités de brigandage que soumettaient ses occupants à la région. Assisté de plusieurs chevaliers et écuyers désargentés au service de Jerothe de R. et de Wecker von Leiningen (de Linange), des coups de main furent opérés dès 1467 contre des convois de marchands (originaires des villes hanséatiques de Lübeck, de Göttingen, mais aussi de Mulhouse), ces derniers se retrouvant enfermés contre rançon au château. Pour mettre fin à cette situation, le duc de Lorraine et l’évêque de Strasbourg s’unissent pour en permettre le siège. Des pièces d’artillerie sont transportées, les chemins redevenus praticables, depuis l’arsenal de Nancy pendant que des troupes à pied prennent position. Le château, défendu par vingt-deux hommes, seize écuyers et des paysans, ainsi que deux femmes, ne supportant plus le bombardement se rend le 23 avril 1469 et la place est aussitôt démantelée. Il ne sera pas reconstruit malgré une tentative en 1472 que feront échouer le comte de Salm et l’évêque de Strasbourg.
On ne sait quel a été le rôle du chevalier Jerothe-le-Jeune dans les rançonnements mais on notera qu’il est le seul à avoir été inhumé dans la petite église de Fouday et non à Baldenheim auprès des siens.
Les fresques du temple de Fouday représente sans doute un donateur de l'église en compagnie de sa femme. Il s'y trouve également la pierre tombale de Jérothé de Rathsamhausen-zum-Stein-le-Jeune mort en 1492.

## Description
Séparé de la montagne par un large et profond fossé de plus de 50 m de longueur, le rocher est exigu. le donjon est exposé au front d’attaque et laisse peu de place aux logis qui sont élevés en enfilade derrière lui.
Ainsi que le suggère l’appareil à bossage de petite dimension constituant la base de la tour assise sur le piton rocheux, sa construction pourrait dater soit de la fin du XIIIe ou du début du XIVe siècle. Réalisée en grès des Vosges provenant des carrières de Tanrupt (Vosges) et non en granite, la tour massive adopte le plan irrégulier du rocher sur une surface d’environ 8 × 5 m. Il s’agit sans doute d’une tour habitable et non seulement réservée à la défense. Une large basse-cour très ruinée dont on devine l’architecture d’un espace habité s’étend derrière le rocher supportant la tour.

### Escalade
Le rocher sous le château présente 19 voies d'escalades, dont 15 entièrement équipées et 4 nécessitant des coinceurs additionnels. Le type de roche est du granit et la hauteur maximale des voies est de 20 m. Les principales voies ont été ouvertes en 2009. La difficulté des voies va de 5b à 7b.